# Wolfhard Frost
Wolfhard Frost (* 16. Mai 1931; † 21. April 2018) war ein deutscher Sporthistoriker und Hochschullehrer.

## Leben
Frost war von 1985 bis 1991 an der Martin-Luther-Universität Halle-Wittenberg Professor für Geschichte und Theorie der Körperkultur.
Er befasste sich in seiner wissenschaftlichen Arbeit unter anderem mit der geschichtlichen Betrachtung des Sportunterrichts, mit Friedrich Ludwig Jahn, mit Hochschulsport und der Olympischen Bewegung. Frost war Herausgeber des zweiteiligen Werkes „Studienmaterial zur Sportwissenschaft“, die beiden Teile wurden unter den Beititeln „Philanthropismus bis zur Zeit des Faschismus“ und „1945 - 1970 (DDR-Sport)“ veröffentlicht.